# Tres de Febrero (Paraguay)
Tres de Febrero è un centro abitato del Paraguay, situato nel dipartimento di Caaguazú a 218 km dalla capitale del paese, Asunción. Forma uno dei 21 distretti del dipartimento.

## Popolazione
Al censimento del 2002 la località contava una popolazione urbana di 985 abitanti (8.818 nell'intero distretto).

## Caratteristiche
Elevata alla categoria di distretto nel 1991, Tres de Febrero ha preso il suo nome in onore al giorno di San Biagio, santo patrono del Paraguay. Le principali attività economiche sono l'allevamento e l'agricoltura; è particolarmente sviluppata nel distretto la coltivazione di ortaggi.